# Ikerasaarsuk
Ikerasaarsuk es un pueblo en la municipalidad de Qaasuitsup, cerca de la bahía de Disko en Groenlandia, localizada aproximadamente en 68°08′N 53°26′O / 68.133, -53.433. Su población era de 109 habitantes en enero de 2005.